# Hans-Georg Lenzen
Hans-Georg Lenzen (* 2. Juli 1921 in Moers; † 21. Juli 2014 in Grevenbroich) war ein deutscher Kinderbuchautor, Illustrator, Übersetzer und Hochschullehrer.

## Leben
Hans-Georg Lenzen wurde als einziges Kind der Eheleute Margarethe und Josef Lenzen (Architekt) in Moers geboren. Zum Ende seiner Schullaufbahn legte er am altsprachlichen Gymnasium Adolfinum 1939 das Abitur ab. Bis 1945 leistete er Kriegsdienst bei der Flugabwehr – als Leutnant und Leiter einer Flak-Batterie in Russland (Ukraine), Rumänien und Ungarn. 1944 heiratete er Gertrud Czischke; aus dieser Ehe gingen vier Söhne hervor. 
Am Ende des Krieges geriet er für kurze Zeit in US-amerikanische Kriegsgefangenschaft und konnte dann nach Moers zurückkehren.
1946 begann er an der Kunstakademie Düsseldorf ein Studium für das künstlerische Lehramt bei Heinrich Kamps (Malerei), Wilhelm Schmurr (Malerei) und Otto Coester (Grafik und literarisches Seminar). Durch Vermittlung von Coester kamen erste Verbindungen zu Verlagen zustande mit diversen Illustrationsaufträgen. Daraus ergaben sich im Laufe der Zeit Tätigkeiten für Zeitungen und Zeitschriften im Bereich der Illustration, der Karikatur; aber auch für schriftliche Beiträge, Rezensionen, Kommentare, Glossen. Das gerade entstandene Fernsehen gab ihm die Möglichkeit in Nachmittags-Sendungen Kurse im Zeichnen und Illustrieren zu gestalten. Von Buchverlagen bekam er Angebote für Illustration und ebenso für Übersetzungen – zunächst aus dem Englischen und Französischen. Diese Tätigkeit wurde so umfangreich, dass er nach seinem Staatsexamen für das Lehramt 1949 weiter frei arbeitete, bis er 1952 das Angebot erhielt, als Dozent in der Werkkunstschule Düsseldorf Kunstgeschichte und Zeichnen zu unterrichten.
Neben seiner Lehrtätigkeit arbeitete er weiterhin als Übersetzer, Illustrator und Autor. Er schuf in Versen erzählten Geschichten vom Onkel Tobi sowie Sprachspiele in Gedichtform, die in vielen deutschen Lesebüchern Verwendung gefunden haben.
Er wurde auch zu einem gefragten Übersetzer. Bekannt wurden vor allem die aus dem Französischen übersetzten Bücher Der kleine Nick (René Goscinny/Jean-Jacques Sempé) und die aus dem Niederländischen übersetzten Bücher von Guus Kuijer. Als dieser 1982 den deutschen Jugendbuchpreis für das Kinderbuch Erzähl mir von Oma bekam, wurde auch die Übersetzung von Hans-Georg Lenzen besonders gewürdigt.
1963–1964 erhielt er das Angebot, als Gast-Dozent am Kansas City Art Institute in Kansas City, Missouri zu lehren. 1966 wurde er Direktor der Peter-Behrens-Werkkunstschule in Düsseldorf, 1972 Prorektor der Fachhochschule Düsseldorf (heute: Hochschule Düsseldorf). Bis 1986 war er im Fachbereich Design Professor für Gestaltungslehre und Illustration.

1971 bezog er ein Atelier in Meerbusch bei Düsseldorf, um sich intensiver mit dem Aquarell zu befassen. In seinen – meist aus der Zeichnung entwickelten – Aquarellen schuf er eine eigene lichtvolle Bildsprache, die sich mit skizzenhafter Abstraktion im Detail im Übrigen vorrangig an den Künstlern der Renaissance orientierte. Eine prägende Begegnung mit Werner Tübke in Salzburg beeinflusste seine zeichnerische und malerische Tätigkeit, und er entdeckte u. a. in Venedig und der Toskana Motive für seine kalligrafisch anmutende, lichthaltige Aquarelltechnik.
Nach 18 Jahren gemeinsamer Arbeit heiratete er 1986 Marcelle Virgence Ruck und zog nach Grevenbroich. Im gleichen Jahr wurde er emeritiert. Für eine neue deutsche Sprachschule für Frankophone, die an der Universität Mons in Belgien entwickelt wurde und bei Didier in Paris erschien (In Bonn, Band 1 und 2) erhielt er einen umfangreichen Illustrationsauftrag. Ab 1995 beteiligte er sich zweimal als Dozent für Zeichnung und Aquarell mit dem Thema „Architektur als Lebensform“ an der von Friedrich Wagner organisierten Sommerakademie auf der griechischen Insel Sifnos. 2004 wurden 80 Geschichten von René Goscinny/Jean-Jacques Sempé, Der kleine Nick in Frankreich entdeckt, die noch nicht in Buchform erschienen waren. Lenzen bekam im Alter von 83 Jahren den Auftrag zur Übersetzung und erhielt eine große Zahl von Würdigungen in der regionalen und überregionalen Presse.
Neben seinen Tätigkeiten als Autor, Übersetzer, Illustrator und Maler hat er sich viel mit Musik beschäftigt. Von seinem frühen Klavierunterricht behielt er eine Vorliebe für das Cembalo. In den 1960er Jahren waren es Improvisationen auf der Gitarre. Später wurde ihm die Renaissance-Laute wichtiger. Sein Interesse für Dudelsack (aus Zentralfrankreich) führte zur Teilnahme an einer Dudelsackgruppe in Köln unter Anleitung von Jean Pierre van Hees. Ein altes Bandoneon veranlasste ihn dazu, sich in argentinischer Tango-Musik zu versuchen.
Auf der Suche nach neuen Motiven unternahm er Reisen nach Frankreich, Italien, ins frühere Jugoslawien, nach England, Irland, Spanien und mehrfach nach Griechenland. Im Zusammenhang mit seiner Gast-Dozentur konnte er die USA von Texas bis Neuengland bereisen.

## Werk
In seinem Werk thematisiert Hans-Georg Lenzen immer wieder die „Welt als Schauplatz“: gesellschaftliche Themen in ihrer Vieldeutigkeit, die Bühne mit ihren tragischen oder komischen Gestalten. Der allegorische Blick, die Rätselhaftigkeit des Bildes waren für ihn immer zentral.
Seine malerische Thematik bewegte sich neben umfangreichen Naturstudien im Bereich des Metaphorischen: Puppenspiele, Marionettentheater, verkleidete Figuren, Gleichnisse für Le monde comme il va Diese Themen verarbeitete er nicht nur immer wieder in Zeichnung, Aquarell und Malerei, er malte sie auch auf Holzkugeln, die an die Kuriositäten-Kabinette der Renaissance denken lassen und auch von vergleichbarer Virtuosität sind.

2019 erschien unter der Leitung von Irmgard Sonnen in der Gestaltung von Marie Mick eine umfassende Monografie über den Künstler und Lehrer Hans-Georg Lenzen, herausgegeben von der Hochschule Düsseldorf, Fachbereich Design.
Aufgrund der Initiative seines Cousins, Prof. Dr. Bernd Witthaus aus Mülheim, kam ein Kontakt mit Diana Finkele, Leiterin des »Grafschafter Museums im Moerser Schloss« zustande, in dessen Folge vereinbart wurde, dass die Stadt Moers, vertreten durch Diana Finkele den gesamten künstlerischen Nachlass von Hans Georg Lenzen in Form eines Schenkungsvertrages mit Marcelle Lenzen für das Archiv des Grafschafter Museums übernehmen konnte. 2021 kuratierte und gestaltet Diana Finkele aus diesem Anlass und zu seinem 100. Geburtstag eine Ausstellung im Museum, die sowohl den privaten Lenzen als auch den Zeichner, Maler, Schriftsteller, Übersetzer, Hochschullehrer zum Thema hatte.

## Werke

### Als Illustrator und Übersetzer (Auswahl)
- Théophile Gautier: Jean und Jeannette. 1954 (Illustration)
- André Maurois: Patapuf und Filifer. 1956
- Paul Guth: Erdgeschoss Hofseite links. 1957
- Paul Guth: …Zwecks späterer Heirat. 1959
- Paul Guth: Nur wer die Liebe kennt. 1959
- Adolf Himmel: Fauler Zauber auf Schloss Fionn. 1962 (Illustration)
- James Turber: Das geheimnisvolle O. 1966
- James Thurber: Dreizehn Uhren. 1967
- Charles Simmons: Eipulver. 1967
- Guus Kuijer: Vernagelte Fenster: da wohnen Gespenster. 1979
- Guus Kuijer: Kopfstehen und in die Hände klatschen. 1980
- Guus Kuijer: Erzähl mir von Oma. 1981
- Guus Kuijer: Mal sehen, ob du lachst. 1983
- Leo Frobenius: Der Sohn der Buhle. 1998 (Illustration)

### Als Autor (Auswahl)
- Mensch, wundere dich nicht. 1956
- Der Wunderteppich. 1959
- Fix und der Zirkus. 1960
- Die blaue Kugel. 1961
- Onkel Tobi. 1965
- Onkel Tobis Landpartie, 1966
- Zu Besuch bei Onkel Tobi. 1970
- Onkel Tobi hat Geburtstag. 1975
- Dann schenk ich dir ein Riesenrad. 1969
- Hasen hoppeln über Roggenstoppeln. 1972
- Messer, Gabel und Löffel. 1978

### Als Übersetzer (Auswahl)
- Ylla: Zwei kleine Bären. 1954
- René Goscinny, Jean-Jacques Sempé: Der kleine Nick. 1974
- René Goscinny, Jean-Jacques Sempé: Der kleine Nick und seine Bande. 1974
- René Goscinny, Jean-Jacques Sempé: Der kleine Nick und die Schule. 1975
- René Goscinny, Jean-Jacques Sempé: Der kleine Nick und die Ferien. 1976
- René Goscinny, Jean-Jacques Sempé: Der kleine Nick und die Mädchen. 1976
- René Goscinny, Jean-Jacques Sempé: Neues vom kleinen Nick. 2005
- René Goscinny, Jean-Jacques Sempé: Der kleine Nick ist wieder da. 2006

## Ausstellungen (Auswahl)
- Winterausstellung Düsseldorf, 1972–1974
- Kurfürstliches Gärtnerhaus, Bonn, 1972, 1977
- Maisons-Alfort, Paris, 1973
- Galerie an de Marspoort, Xanten, 1980
- Galerie Ilverich, 1980
- Künstlerverein Malkasten Düsseldorf, 1987
- Stadt. Galerie Peschkenhaus, Moers, 1989
- Kreismuseum Neuss, Zons, 1990
- Grafschafter Museum Moers, 2001
- Kulturbahnhof Eller, 2005
- Städt. Galerie Villa Erckens, Grevenbroich, 2017
- Grafschafter Museum im Schloss Moers, 2021

## Monographie
- Hans-Georg Lenzen: Mit leichter Hand, Die szenische Metaphorik des Zeichnerischen. Hrsg. von Irmgard Sonnen. Hochschule Düsseldorf, Fachbereich Design, Düsseldorf 2019, ISBN 978-3-00-062056-0.[2]